# Two Left Feet (film)
Pour plus de détails, voir Fiche technique et Distribution.
Two Left Feet est un film britannique réalisé par Roy Ward Baker, sorti en 1963[réf. nécessaire].

## Fiche technique
- Titre : Two Left Feet
- Réalisation : Roy Ward Baker
- Scénario : John Hopkins d'après le roman In My Solitude de David Stuart Leslie
- Photographie : Wilkie Cooper, Harry Gillam
- Montage : Michael Hark, John Pomeroy
- Musique : Philip Green
- Société de production : Roy Ward Baker Productions
- Société de distribution : British Lion Film Corporation
- Lieu de tournage :  Shepperton Studios, Shepperton, Surrey
- Pays d'origine :  Royaume-Uni
- Genre : Comédie dramatique
- Durée : 93 minutes
- Dates de sortie : 
  -  Royaume-Uni : mars 1963

## Distribution
- Michael Crawford : Alan Crabbe
- Nyree Dawn Porter : Eileen
- Julia Foster : Beth Crowley
- David Hemmings : Brian
- Bernard Lee : Mr. Crabbe
- David Lodge : Bill
- Michael Craze : Ronnie
- Dilys Watling : Mavis
- Cyril Chamberlain : Miles
- Michael Ripper : Uncle Reg
- Bob Wallis